# Labastide-d’Anjou
Labastide-d’Anjou település Franciaországban, Aude megyében. Lakosainak száma 1261 fő (2022. január 1.). Labastide-d’Anjou Airoux, Baraigne, Mas-Saintes-Puelles, Montferrand és Ricaud községekkel határos.

## Népesség
A település népessége az elmúlt években az alábbi módon változott:
| Lakosok száma | 766  | 825  | 797  | 862  | 1173 | 1291 | 1326 | 1284 | 1278 | 1261 |
|               | 1968 | 1982 | 1990 | 2006 | 2013 | 2015 | 2017 | 2019 | 2020 | 2022 |